# Conus viridulus
Conus viridulus é uma espécie de gastrópode do gênero Conus, pertencente à família Conidae.